# Tiger King
Tiger King: Murder, Mayhem and Madness, más conocida como Tiger King (en Hispanoamérica: Rey Tigre), es una miniserie documental estadounidense de 2020. Gira en torno al conflicto real entre Carole Baskin, propietaria del santuario animal Big Cat Rescue, y Joe Exotic (de nombre Joseph Allen Maldonado-Passage), el extravagante propietario del zoológico Greater Wynnewood Exotic Animal Park, a quien Baskin acusa de abusar y explotar a los animales salvajes. La disputa entre ambos derivó en el arresto de Exotic, quien actualmente se encuentra cumpliendo una condena de 22 años de cárcel por varios cargos criminales.

## Sinopsis
Al comienzo de la serie, Carole Baskin emprende una campaña en contra del zoológico privado de Oklahoma de Joe Exotic. Este a su vez acusa a Baskin de hipocresía, alegando que las condiciones en su santuario son inferiores a las normales. También afirma que Baskin estuvo involucrada en la desaparición de Don Lewis, su segundo esposo. La disputa se intensifica cuando Baskin organiza protestas contra Exotic, obligándolo incluso a pagarle una millonaria suma de dinero por cuestiones de derechos de propiedad. Luego de esto, Exotic supuestamente intenta contratar a alguien para asesinar a Baskin, por lo que es arrestado y condenado a 22 años de prisión.
El 17 de noviembre de 2021, Netflix estrena una segunda temporada de cinco capítulos, en la cual se hace un seguimiento de la vida Joe Exotic en prisión, y de cómo la popularidad que alcanzó la serie hizo que distintas personas en los Estados Unidos solicitasen ante el presidente Donald Trump el indulto para Joe Exotic. Además, se hace una investigación más exhaustiva de la desaparición de Don Lewis, pasando por Florida y Costa Rica. Y finalmente el abogado de Joe Exotic consigue varias declaraciones juradas que podrían sacar de prisión a Joe Exotic, dejando pendiente el final de la serie.

## Recepción
En el sitio web especializado Rotten Tomatoes, la serie tiene un índice de aprobación del 92 %, basado en 57 reseñas, con un promedio de 8,1 sobre 10. El consenso indica: "Tiger King es una extraña historia criminal real que tienes que ver para creer. Es un desordenado y cautivador retrato de una obsesión que ha terminado terriblemente mal".
Carole Baskin, una de las protagonistas del documental, mostró su descontento sobre la serie, calificándola de "salaz y sensacionalista" y criticando a los productores Rebecca Chaiklin y Eric Goode por mentirle sobre la naturaleza de la serie cuando la abordaron para realizar las respectivas entrevistas.